# Cratère de Hiawatha

Deux vues de la région du cratère de Hiawatha : une couverte par le glacier Hiawatha et l'autre montrant la topographie de la roche sans la glace.

Le cratère de Hiawatha est un grand cratère d'impact découvert en 2018 par une équipe danoise sous le glacier Hiawatha. Ce glacier, situé dans la Terre d'Inglefield au nord de Qaanaaq (municipalité d'Avannaata, nord-ouest du Groenland), fait partie de l'inlandsis groenlandais.
Le cratère fait 31 km de diamètre pour une profondeur estimée à 300 m. Ces dimensions en font un des vingt-cinq plus grands cratères terrestres identifié sur Terre,,,.
Selon les estimations, la météorite à l'origine du cratère était une météorite de fer, pesant 12 milliards de tonnes et faisant 1,2 km de diamètre (contre 10 à 80 km pour la météorite du cratère de Chicxulub). Les grandes météorites de fer Ahnighito et Agpalilik (da), recueillies dans la même région du Groenland, pourraient être des fragments de l'impacteur.
L'impact a dissipé une énergie équivalente à celle de 47 millions de fois la bombe d'Hiroshima. Son âge a d'abord été estimé à environ 13 000 ans, sur la base de réflexions radar montrant la déformation de couches de glace dont l'âge était estimé à 11 700 ans. On s'est alors interrogé sur le lien qui pourrait exister entre cet impact et la période dite du Dryas récent, âge marqué par une baisse des températures dans l'hémisphère Nord, la disparition de plusieurs espèces marquantes de la mégafaune (dont les mammouths) et la fin de la culture Clovis en Amérique du Nord.
En 2022, une étude menée sur des échantillons collectés aux alentours du glacier propose une datation bien plus ancienne : environ 58 millions d'années,. La confirmation de cette datation nécessiterait le creusement du glacier sur près d’un kilomètre, pour obtenir des échantillons à l’emplacement même du cratère.